# Ішем Ель-Амдауї
Ішем Ель-Амдауї (фр. Hicham El Hamdaoui, 18 листопада 1995 року, Ніцца) — французький футболіст, нападник футбольного клубу «Зірка» (Кропивницький).

## Біографія
Вихованець футбольної школи «Ніцци». За основну команду ніколи не виступав, відіграв 12 матчів у французькому Національному дивізіоні 2 за «Ніццу Б». Першу половину 2017 року провів у бельгійському клубі «Тертр-Отраж».
У серпні 2017 року підписав дворічний контракт з українською «Зіркою» з Кропивницького. В чемпіонаті України дебютував 20 серпня 2017 року, вийшовши у стартовому складі в домашньому матчі проти луганської «Зорі». У першому ж матчі відзначився голом у ворота Олексія Шевченка, а на 72-й хвилині був замінений Артемом Фаворовим.